# Кости (5-й сезон)
Пятый сезон американского детективного телесериала «Кости» о судебных антропологах из ФБР с Эмили Дешанель и Дэвидом Борианазом в главных ролях. Пятый сезон, премьера которого состоялась на канале Fox 17 сентября 2009 года, а заключительная серия вышла 20 мая 2010 года, состоит из 22 эпизодов.

## В ролях

### Основной состав
- Эмили Дешанель — доктор Темперанс «Кости» Бреннан
- Дэвид Борианаз — специальный агент Сили Бут
- Микаэла Конлин — Энджела Монтенегро
- Томас Джозеф Тайн — доктор Джек Ходжинс
- Тамара Тейлор — доктор Кэмилла «Кэм» Сароян
- Джон Фрэнсис Дейли — доктор Лэнс Свитс

### Второстепенный состав
- Патриция Белчер — Кэролайн Джулиан
- Дидрих Бадер — помощник директора ФБР Эндрю Хакер
- Тиффани Хайнс — Мишель Уэлтон
- Райан О’Нил — Макс Кинан
- Тай Паниц — Паркер Бут
- Зоуи Дешанель — Маргарет Уайтселл
- Брендан Фер — Джаред Бут
- Стивен Фрай — доктор Гордон Уайатт
- Билли Гиббонс — отец Энджелы
- Элон Голд — доктор Пол Лиднер
- Синди Лопер — Авалон Гармония
- Дирдри Лавджой — Хизер Таффет
- Эрик Миллеган — доктор Зак Эдди
- Ральф Уэйт — Хэнк Бут

Интерны:
- Юджин Бирд — доктор Кларк Эдисон
- Карла Галло — Дэйзи Вик
- Майкл Грант Терри — Венделл Брэй
- Педж Вахдат — Арасту Вазири
- Райан Картрайт — Винсент Найджел-Мюррей
- Джоэл Дэвид Мур — Колин Фишер

## Эпизоды
| № общий | № в сезоне | Название                                                                | Режиссёр            | Автор сценария              | Дата премьеры    | Произв. код | Зрители в США (млн) |
| --- | ---------- | ----------------------------------------------------------------------- | ------------------- | --------------------------- | ---------------- | ----------- | ------------------- |
| 85 | 1          | «Harbingers in the Fountain» «Пророки в фонтане»                        | Йен Тойнтон         | Харт Хэнсон                 | 17 сентября 2009 | 5AKY01      | 10,36               |
| Гадалка сообщает, что под городским фонтаном — групповое захоронение. Всё становится интереснее, когда обнаруживается связь этого захоронения с самой гадалкой. Тем временем Бут вернулся к работе после того, как находился на реабилитации после операции, и обнаружил, что влюблён в Бреннан. а также, что не помнит кое-каких деталей из своей жизни |            |                                                                         |                     |                             |                  |             |                     |
| 86 | 2          | «The Bond in the Boot» «Бонд в багажнике»                               | Алекс Чаппл         | Майкл Петерсон              | 24 сентября 2009 | 5AKY02      | 9,12                |
| В гараже обнаружен труп человека, по всем признакам убитого агентом 007. Вскоре обнаруживается труп и самого убийцы, который как оказалось работал на ЦРУ. Тем временем команда думает, как сказать Вэнделлу, что он потерял стипендию из-за финансового кризиса. Интерн: Вэнделл Брей. |            |                                                                         |                     |                             |                  |             |                     |
| 87 | 3          | «The Plain in the Prodigy» «Обычное в вундеркинде»                      | Аллан Крокер        | Карин Розенталь             | 1 октября 2009   | 5AKY03      | 9,43                |
| Темперанс Бреннан и Сили Бут расследуют убийство подростка-амиша, обладавшего экстраординарными способностями к игре на пианино. Кэм узнаёт, что её приёмная дочь встречается с парнем старше себя и начинает беспокоиться по поводу её сексуальной активности. Интерн: Кларк Эдисон. |            |                                                                         |                     |                             |                  |             |                     |
| 88 | 4          | «The Beautiful Day in the Neighborhood» «Прекрасный день в округе»      | Гордон К. Лонсдейл  | Джанет Лин                  | 8 октября 2009   | 5AKY04      | 10,29               |
| Во время ежегодной вечеринки в гавайском стиле в барбекю под зажаренным поросенком обнаруживают недавно подброшенный поджаренный скелет. Выясняется, что Арасту подделывает свой акцент и некоторые из команды считают это подозрительным. Паркер, сын Бута, начинает проявлять неподдельный интерес к личной жизни своего папы. Интерн: Арасту Визири. |            |                                                                         |                     |                             |                  |             |                     |
| 89 | 5          | «A Night at the Bones Muse» «Ночь в музее костей»                       | Жанно Шварц         | Карла Кеттнер и Джош Берман | 15 октября 2009  | 5AKY05      | 9,59                |
| Бреннан и Бут изучают обугленные человеческие останки, найденные на электрическом заборе. Бреннан устанавливает, что труп является египетской мумией, предоставленной на время Джефферсоновскому институту для предстоящей выставки. Лэнс Свитс уговаривает Темперанс вернуть Дейзи Вик в качестве интерна. Между тем Бреннан идет на свидание с начальником Бута, что последнему несколько не нравится. Интерн: Дейзи Вик.                                                 |            |                                                                         |                     |                             |                  |             |                     |
| 90 | 6          | «The Tough Man in the Tender Chicken» «Жесткий человек в мягкой курице» | Дуайт Литтл         | Дин Лопата                  | 5 ноября 2009    | 5AKY06      | 8,66                |
| на берегу реки найдены останки владельца птицефабрики, которую требуют закрыть защитники животных и жители близлежащего городка. Тем временем Энджела просит у друзей деньги на спасение поросёнка, что приводит к неожиданному повороту в её отношениях с одним из членов команды. Интерн: Вэнделл Брей. |            |                                                                         |                     |                             |                  |             |                     |
| 91 | 7          | «The Dwarf in the Dirt» «Гном в грязи»                                  | Чад Лоу             | Кэрин Ашер                  | 12 ноября 2009   | 5AKY07      | 10,22               |
| Бреннан и Бут расследуют убийство карлика, который был звездой рестлинга. Параллельно Бут узнает, что он не так хорош в стрельбе, как был до хирургической операции, и у него проблемы с переаттестацией в ФБР. Он обращается за советом к доктору Гордону Гордону Уайату, который ушёл на пенсию и стал шеф-поваром. Интерн: Винсент Найджел-Мюррей. |            |                                                                         |                     |                             |                  |             |                     |
| 92 | 8          | «The Foot in the Foreclosure» «Нога в заложенном имуществе»             | Джефф Вулно         | Пэт Чарльз                  | 19 ноября 2009   | 5AKY08      | 9,88                |
| Риэлтор обнаруживает человеческие останки во время показа недвижимости. Как позже выясняется, в доме, выставленном на продажу, погибло двое человек. В то же время к агенту Буту приезжает его дедушка и ходит за ним повсюду, пока Бут работает над делом. Интерн: Кларк Эдисон. |            |                                                                         |                     |                             |                  |             |                     |
| 93 | 9          | «The Gamer in the Grease» «Игрок в масле»                               | Кейт Вудс           | Дин Лопата                  | 3 декабря 2009   | 5AKY09      | 9,92                |
| Бут и Бреннан вызваны для расследования смерти победителя соревнований на аркадном игровом автомате. У жертвы было много поклонников, но были и те, кто сомневался в честности победы. Между тем Фишер, Ходжинс и Свитс связаны неким секретом, из-за которого по очереди вынуждены сбегать с рабочего места. Интерн: Колин Фишер. |            |                                                                         |                     |                             |                  |             |                     |
| 94 | 10         | «The Goop on the Girl» «Девушка в грязи»                                | Тим Саутхэм         | Карла Кеттнер               | 10 декабря 2009  | 5AKY10      | 10,90               |
| Человек в костюме Санта-Клауса пытался ограбить банк, но взорвался в процессе ограбления. Тем временем, Макс просит Маргарет, дальнюю родственницу семьи Бреннан, провести Рождество с ним и Темперанс. Кэм сталкивается с тем, что их первое Рождество с Мишель она может провести без приёмной дочери. Интерн: Дейзи Вик. |            |                                                                         |                     |                             |                  |             |                     |
| 95 | 11         | «The X in the File» «Секрет в материалах»                               | Эллисон Лидди-Браун | Джанет Лин                  | 14 января 2010   | 5AKY11      | 10,67               |
| В пустыне недалеко от Розуэлла обнаружен труп. Ситуация становится интереснее. когда выясняется, что жертва сняла видео, якобы подтверждающее существование инопланетян. Тем временем, Энджела и Вэнделл сообщают Ходжинсу о своём романе и тот должен решить, как он к этому относится. Интерн: Вэнделл Брей. |            |                                                                         |                     |                             |                  |             |                     |
| 96 | 12         | «The Proof in the Pudding» «Доказательство в пудинге»                   | Эмили Левисетти     | Боб Харрис                  | 21 января 2010   | 5AKY12      | 11,93               |
| Члены команды из Джефферсоновского университета изолированы группой правительственных агентов, которые требуют установить причину смерти совершенно секретного, не идентифицированного трупа. Тем временем Бут вламывается в лабораторию с помощью своего босса, чтобы вычислить, что именно происходит с секретным расследованием. Кэм также пытается выяснить, кому принадлежит положительный тест на беременность, опасаясь, что это будет Мишель.                       |            |                                                                         |                     |                             |                  |             |                     |
| 97 | 13         | «The Dentist in the Ditch» «Дантист в окопе»                            | Дуайт Литтл         | Пэт Чарльз и Джош Берман    | 28 января 2010   | 5AKY13      | 12,37               |
| Бут и Бреннан привлекаются к расследованию дела о скелете, найденном реконструкторами в окопе времен гражданской войны . Бреннан определяет, что останки принадлежат недавно пропавшему дантисту, но толстый слой глины на костях не дает установить причину смерти. Тем временем, брат Бута Джаред возвращается из Индии с невестой, прошлое которой не нравится Силли. Интерн: Винсент Найджел-Мюррей                                                                     |            |                                                                         |                     |                             |                  |             |                     |
| 98 | 14         | «The Devil in the Details» «Дьявол в деталях»                           | Йен Тойнтон         | Майкл Петерсон              | 4 февраля 2010   | 5AKY14      | 12,37               |
| В церкви найдены горящие останки. слишком похожие на библейского демона. Однако дальнейшее расследование привело в ближайшую психиатрическую больницу, пациентом которой оказалась жертва. Исследуя кости Арасту упоминает, что видит дьявола каждый день и Кэм начинает сомневаться в нём. Интерн: Арасту Визири. |            |                                                                         |                     |                             |                  |             |                     |
| 99 | 15         | «The Bones on the Blue Line» «Кости на голубой линии»                   | Чад Лоу             | Карла Кеттнер               | 1 апреля 2010    | 5AKY15      | 8,44                |
| Когда поезд метро сходит с рельсов из-за 60,000 галлонов паводковых вод, спасатели обнаруживают разложившееся до костей тело. Им оказывается слепой, который зарабатывал на жизнь написанием различных писем, от любовных посланий до обращений в суд.. Команда пришла к выводу, что покойный пал жертвой ревности одного из клиентов. Интерн: Дейзи Вик. |            |                                                                         |                     |                             |                  |             |                     |
| 100 | 16         | «The Parts in the Sum of the Whole» «Слагаемые в общей сумме»           | Дэвид Борианаз      | Харт Хэнсон                 | 8 апреля 2010    | 5AKY16      | 9,99                |
| Свитс заканчивает книгу, в которой он описывает первую встречу Бута и Бреннан несколько лет назад. Однако герои преподносят ему сюрприз. Раскрывается правда о том, как в Джефферсоновском институте появилась команда, сотрудничающая с ФБР,, и кое-что из прошлого Бреннан и Бута. Интерн: Зак Эдди |            |                                                                         |                     |                             |                  |             |                     |
| 101 | 17         | «The Death of the Queen Bee» «Смерть пчелиной матки»                    | Аллан Крокер        | Марк Лиссон                 | 15 апреля 2010   | 5AKY17      | 9,92                |
| Неопознанные останки приводят команду Бреннан в среднюю школу, где она когда-то училась. В жертве опознают одного из её одноклассников и это как-то связано с убийством ещё одного одноклассника, погибшего незадолго до выпуска. Бреннан и Бут под видом супругов идут на встречу выпускников с целью выявить и допросить подозреваемых. Ходжинс случайно проговаривается Вэнделлу о ложно-положительном результате теста на беременность у Энджелы. Интерн: Вэнделл Брей. |            |                                                                         |                     |                             |                  |             |                     |
| 102 | 18         | «The Predator in the Pool» «Хищник в бассейне»                          | Дуайт Литтл         | Кэрин Ашер                  | 22 апреля 2010   | 5AKY18      | 9,01                |
| В животе акулы находят полупереваренные фрагменты тела. Улики приводят команду в океанариум, где жертва, оказавшаяся самопровозглашённым гуру, собиралась проповедовать о целительной силе океана. Бут знакомится с доктором Кэтрин Ьрайар, симпатичным океаологом, а Бреннан снова идёт на свидание с Хэкером, начальником Бута. Интерн: Кларк Эдисон. |            |                                                                         |                     |                             |                  |             |                     |
| 103 | 19         | «The Rocker in the Rinse Cycle» «Рокер в химчистке»                     | Джефф Вулно         | Карин Розенталь             | 29 апреля 2010   | 5AKY19      | 9,28                |
| В прачечной большого отеля вместе с бельем постирали и чей-то труп. В убийстве заподозрены кумиры Бута и Свитса: всемирно известный музыкальный продюсер и рок-гитарист. Тем временем Кэм начинает встречаться с гинекологом своей приемной дочери, а Бреннан и Сили снова поют вместе. Ходжинс и Арасту, узнав друг в друге поклонников бейсбола, начинают общаться, применяя соответствующие спортивные термины. Интерн: Арасту Визири.                                   |            |                                                                         |                     |                             |                  |             |                     |
| 104 | 20         | «The Witch in the Wardrobe» «Ведьма в шкафу»                            | Франсуа Вель        | Кэти Райкс                  | 6 мая 2010       | 5AKY20      | 9,05                |
| В руинах сгоревшего дома обнаружен скелет салемской ведьмы, наряженной в свадебное платье. Бреннан и Сили отправляются на ведьмовской шабаш, а Ходжинс и Анджела — в тюрьму. Интерн: Кларк Эдисон. |            |                                                                         |                     |                             |                  |             |                     |
| 105 | 21         | «The Boy with the Answer» «Мальчик с ответом»                           | Дуайт Литтл         | Стефан Нейтан               | 13 мая 2010      | 5AKY21      | 9,20                |
| Начинается судебный процесс над Могильщиком. Бут и команда Джефферсоновского института выступают в суде и как жертвы, и как эксперты. Однако любые доказательства неожиданно начинают разбиваться стороной защиты. Команда приходит к выводу, что они должны отказаться от своих обвинений, чтобы выиграть. В том числе и Ходжинс, которому, помимо прочего, запретили давать экспертное мнение об уликах.                                                                  |            |                                                                         |                     |                             |                  |             |                     |
| 106 | 22         | «The Beginning in the End» «Начало в конце»                             | Йен Тойнтон         | Харт Хэнсон и Стефан Нейтан | 20 мая 2010      | 5AKY22      | 9,21                |
| Очередное дело приводит Бута и Бреннан в квартиру барахольщика, у которого, судя по всему, среди различного мусора также хранилось нечто ценное. Бреннан и Дейзи готовятся к антропологической экспедиции в Индонезию, а к Буту обращаются военные с просьбой стать инструктором для молодых бойцов в Афганистане. К Ходжинсу снова приезжает отец Энджелы. Интерн: Дейзи Вик.                                                                                              |            |                                                                         |                     |                             |                  |             |                     |